# Jadwiga Gawronska
Anna Jadwiga Gawrońska (gift Wójcik), född 23 september 1912 i Grudziądz, vojvodskap Kujavien-Pommern, död 29 januari 2004 i Grudziądz, var en polsk friidrottare med löpgrenar som huvudgren. Gawronska var en pionjär inom damidrott. Hon blev silvermedaljör vid EM i friidrott 1938 (det första EM där damtävlingar var tillåtna även om herrtävlingen hölls separat).

## Biografi
Anna Jadwiga Gawronska föddes 1912 i Grudziądz i dåvarande Västpreussen. Efter att hon börjat med friidrott tävlade hon i kortdistanslöpning och stafettlöpning. Hon gick med i idrottsföreningen "Sokol Grudziadz". Senare tävlade hon för "SGKS Grudziądz".
1936 deltog hon i sitt första polska mästerskap. Hon blev guldmedaljör (utomhus) i stafett 4x100 meter vid tävlingar 4–5 juli i Łódź. 1937 försvarade hon titeln (inomhus) i stafett 4x50 meter vid tävlingar 30–31 januari i Przemyśl och utomhus på stafett 4x100 vid tävlingar 10–11 juli i Bydgoszcz. Då blev hon även guldmedaljör på 4x200 meter samt bronsmedaljör på löpning 200 meter.
1938 blev Gawronska åter polsk bronsmästare på 60 meter (inomhus, efter Otylia Kaluzowa och Barbara Ksiaskiewicz) vid tävlingar 5–6 februari i Poznań. Vid utomhustävlingarna 30–31 juli i Grudziądz tog hon brons på 60 meter, 200 meter och stafett 4x200 meter.
1938 deltog hon även vid EM 17 september–18 september på Praterstadion i Wien. Under tävlingarna tog hon silvermedalj i stafettlöpning 4x100 meter med 48,3 sek (med Gawronska som förste löpare, Barbara Ksiaskiewicz, Otylia Kaluzowa och Stanislawa Walasiewicz).
1939 tog hon åter bronsplats på 200 meter vid tävlingar 15–16 juli i Chorzów. 1947 återtog hon mästartiteln i stafett både inomhus (4x50 meter, 8–9 februari i Olsztyn) och utomhus (4x100 meter och 4x200 meter, 5–6 juli 1947 i Katowice). 1949 tog hon sin sista titel (4x50 meter, 19–20 februari i Poznań).
1947 återtog hon mästartiteln både inomhus (4x50 meter, 8–9 februari i Olsztyn) och utomhus (4x100 meter och 4x200 meter, 5–6 juli 1947 i Katowice). Senare drog hon sig tillbaka från tävlingslivet.
Anna Jadwiga Gawrońska dog 2004 i Grudziadz i norra Polen. Hon begravdes 2 februari på stadens kyrkogård.